# Focke-Achgelis Fa 330
Il Focke-Achgelis Fa 330 "Bachstelze" ("ballerina") era una girodina composita, un autogiro senza motore, da osservazione sviluppata dall'azienda tedesca Focke-Achgelis nei primi anni quaranta e prodotta dalla Weser Flugzeugwerke di Delmenhors.
Utilizzato durante le fasi finali della seconda guerra mondiale era caratterizzato dall'assenza di un impianto motore e destinato ad equipaggiare gli U-Boot, i sottomarini della Kriegsmarine, dai quali rimaneva in volo trainato tramite una lunga fune.

## Storia del progetto
Per poter risultare più efficienti, la struttura dei sottomarini venne ottimizzata nella migliore forma idrodinamica possibile al fine di diminuirne la sezione frontale a vantaggio dei valori di velocità massima e di autonomia. In un'epoca però in cui le apparecchiature di ricerca elettroniche erano ancora primitive se non assenti, la ricerca dei potenziali obiettivi o il riconoscimento delle unità nemiche ostili era affidata alla capacità dei membri dell'equipaggio che dovevano scrutare l'orizzonte con il solo uso di potenti binocoli dal punto più alto, la torre. Tuttavia l'operazione risultava poco agevole per il limitato raggio visivo non superiore alle poche miglia.
Per cercare di ovviare al problema, l'ammiragliato della Kriegsmarine valutò una serie di differenti opzioni che andavano dall'installazione di un lungo palo removibile che portava all'apice una coffa, all'equipaggiamento delle proprie unità con degli aeromobili, soluzione già attuata dal francese Surcouf, compatti idrovolanti da ricoverare in appositi hangar a tenuta stagna.
Una specifica in tal senso venne sviluppata dalla Arado Flugzeugwerke con l'Ar 231 del quale realizzò alcuni esemplari, ma che non riuscirono a soddisfare la commissione esaminatrice del Reichsluftfahrtministerium (RLM) ritenendolo troppo fragile oltre che dalle prestazioni insufficienti.
Questa soluzione, pur se tecnicamente attuabile, aveva però delle limitazioni operative: essendoci la necessità di dover limitare al massimo le dimensioni frontali per non compromettere il profilo idrodinamico, e di conseguenza le prestazioni del sottomarino, gli idrovolanti erano stivati smontati e bisognava istruire alcuni membri dell'equipaggio al suo veloce montaggio ed altrettanto veloce rimessaggio per evitare di essere individuati dalle unità nemiche nel periodo in cui erano impossibilitati ad immergersi.
La Focke-Achgelis propose allora un mezzo aereo alternativo: basandosi sulla propria esperienza nella costruzione di autogiri ideò un'aerodina che mantenendone tutte le caratteristiche sfruttava la velocità di traino del sommergibile per mettere in moto le pale del rotore librandosi così in volo vincolato.
L'azienda progettò un velivolo compatto per limitare il più possibile la massa e le parti da assemblare, una cellula basata essenzialmente su una coppia di elementi tubolari metallici saldati perpendicolarmente, opportunamente integrati da una struttura tubolare di rinforzo, ai quali era collegato inferiormente ad una coppia di pattini d'appoggio, superiormente ad un rotore libero, posteriormente ad un impennaggio mono deriva ed anteriormente ad una postazione di pilotaggio aperta.
Il modello, al quale venne assegnata la designazione RLM Fa 330, risultava essere estremamente leggero, attorno agli 80 kg escluso il pilota, con i comandi ridotti all'essenziale e che intervenivano sul timone e sull'inclinazione del rotore, e dotato di un dispositivo telefonico per le comunicazioni con l'equipaggio. L'estrema semplicità del modello consentiva di essere smontato in tre parti, due della cellula più il rotore, che trovavano posto in scompartimenti stagni dalle ridotte dimensioni.
Il profilo di missione era molto semplice. Una volta emerso il sottomarino, due membri dell'equipaggio provvedevano all'assemblaggio dell'Fa 330 estraendone le parti dagli scompartimenti dov'erano stivate, lo agganciavano quindi ad una fune metallica della lunghezza di 300 m che, una volta messo in movimento il sottomarino, veniva svolta da un verricello. La velocità relativa dell'aria agiva sul rotore dell'apparecchio sollevandolo dal ponte quindi lasciato librare mentre il cavo di collegamento si svolgeva fino alla sua massima lunghezza. Una volta finita la missione il cavo veniva riavvolto ed il Fa 330 ritornava ad adagiarsi sul ponte grazie all'autorotazione. Esisteva anche un sistema di sicurezza nel caso il sottomarino avesse dovuto immergersi: il pilota, che si imbragava al seggiolino, poteva sganciare il mozzo del rotore e scendere grazie un paracadute integrato.
Il dispositivo venne lungamente provato in galleria del vento ed ebbe il suo battesimo in volo in condizioni operative nell'agosto 1942.

## Esemplari attualmente esistenti

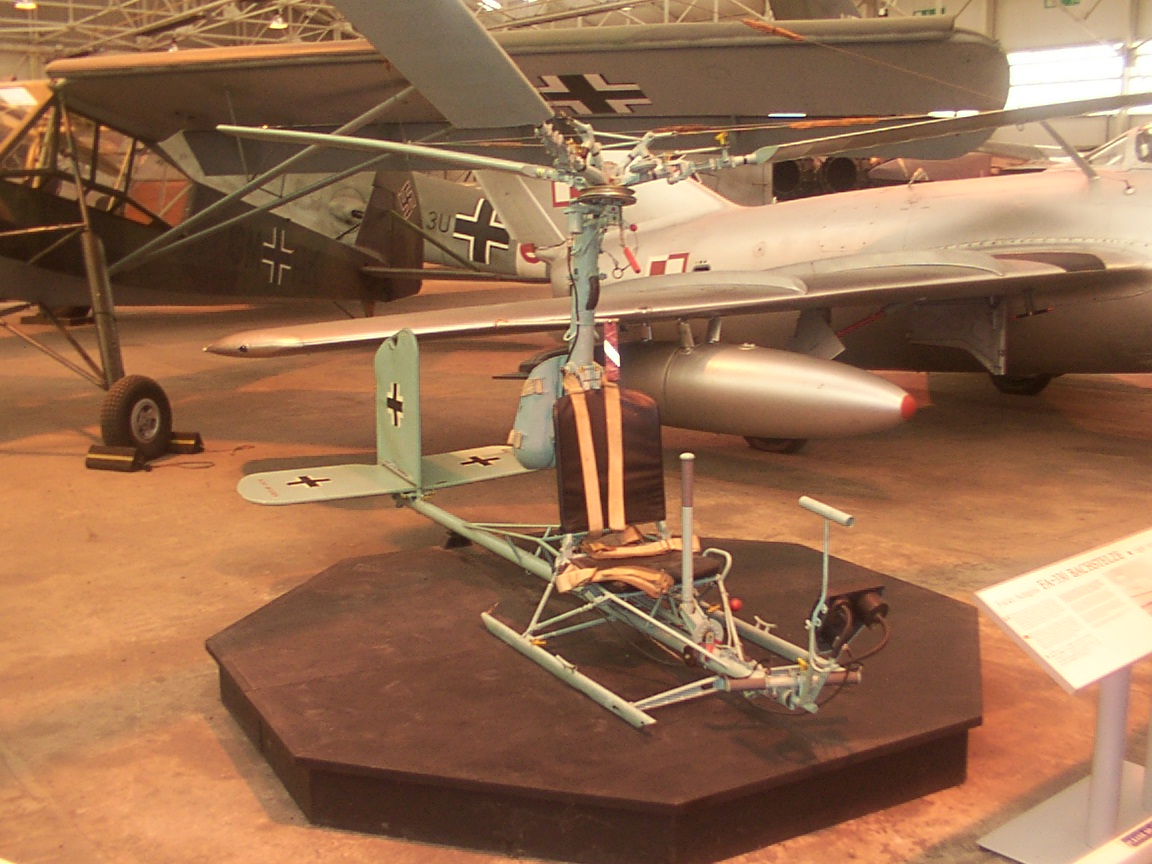
l'Fa 330 A-1 #100503 esposto presso il RAF Museum Cosford.

Durante le ultime fasi e dopo il termine del conflitto le truppe alleate riuscirono a catturare un certo numero di Fa 330 i quali, dopo essere stati esaminati dal personale militare sono entrati a far parte delle collezioni di alcuni dei più importanti musei aeronautici mondiali. Gli inglesi ne fecero una loro versione chiamata Rotachute, ma non se ne conoscono usi militari.
Tra le strutture espositive che ne annoverano degli esemplari si ricordano:
- National Museum of the United States Air Force di Dayton, Ohio, Stati Uniti d'America
- RAF Museum Cosford, Cosford, Regno Unito
- Imperial War Museum Duxford, Duxford, Regno Unito
- Deutsches Technikmuseum Berlin, Berlino, Germania
- RAF Millom Museum, Regno Unito
- Steven F. Udvar-Hazy Center, Stati Uniti d'America

## Utilizzatori
Germania
- Luftwaffe

benché gli Fa 330 fossero equipaggiamento esclusivo di unità navali, i mezzi aerei e le operazioni ad essi correlati erano affidati all'aviazione.